# Sitio arqueológico de Vani

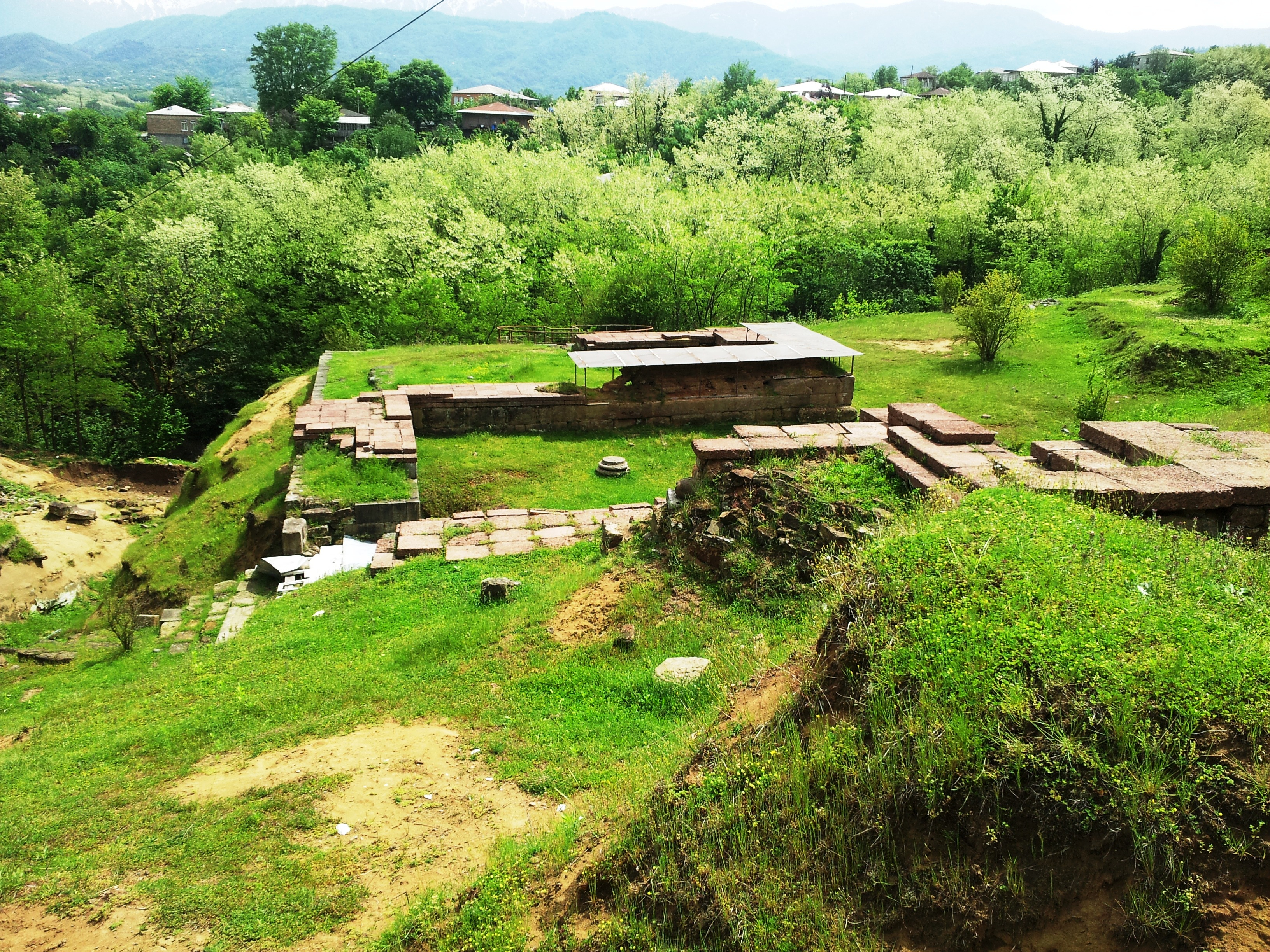

El sitio arqueológico de Vani (en georgiano: ვანის ნაქალაქარი, literalmente, "la ciudad en ruinas / antigua de Vani") es un sitio arqueológico de varias capas en el oeste de Georgia, ubicado en una colina en la ciudad de Vani en la Región de Imericia. Es el sitio mejor estudiado en el interior de una antigua región, conocida en el mundo clásico como Colchis, y ha sido inscrito en la lista de los Monumentos culturales inamovibles de importancia nacional.
Restos de fortificaciones y templos, cerámica griega importada y producida localmente, y sofisticados trabajos en oro locales, ahora en exhibición en el Museo Arqueológico de Vani y el Museo de Georgia en Tiflis, indican que Vani fue un vibrante asentamiento urbano desde el siglo VIII hasta mediados siglo I a. C. Se desconoce un nombre antiguo para Vani: dos hipótesis en competencia identifican el sitio con el Surium de Plinio el Viejo o la Leucoteca de Estrabón.

## Ubicación
El sitio de Vani está situado al oeste, en las afueras de la ciudad moderna, de Akhvlediani Gora, una colina triangular baja en terrazas de aproximadamente 8,5 ha, flanqueada en dos lados por profundos barrancos. Las estribaciones alrededor de Vani forman el punto de la región de humedales casi triangular del Cólquida, cuya base se encuentra a lo largo de la costa oriental del Mar Negro. El sitio en sí estaba ubicado en la intersección de las rutas comerciales antiguas, disfrutando de una posición dominante sobre la llanura contigua.

## Estudio arqueológico
Los hallazgos arqueológicos ocasionales en Vani fueron reportados por primera vez por el eruditó francés Marie-Félicité Brosset en 1851, seguidos de una serie de notas en la prensa georgiana en la década de 1870. El estudio arqueológico preliminar fue encabezado por Alexander Stoyanov en 1889, y a mayor escala, por Ekvtime Taqaishvili en 1896 y 1901-1903. El reconocimiento adicional se realizó en 1936, seguido de excavaciones sistemáticas, pero irregulares de Nino Khoshtaria desde 1947 hasta 1962. En 1966, las excavaciones se reanudaron regularmente como parte de la expedición del Centro de Arqueología, dirigida por Otar Lordkipanidze y, después de su muerte en 2002, por Darejan Kacharava.
Vani es el sitio más excavado en el interior del Cólquida y ofrece la mejor evidencia del desarrollo de esta área durante el período de colonización griega de la costa en el período romano. Se han identificado cuatro fases en el sitio de Vani desde el siglo VIII hasta mediados del siglo I a. C.

### Primera y segunda fase

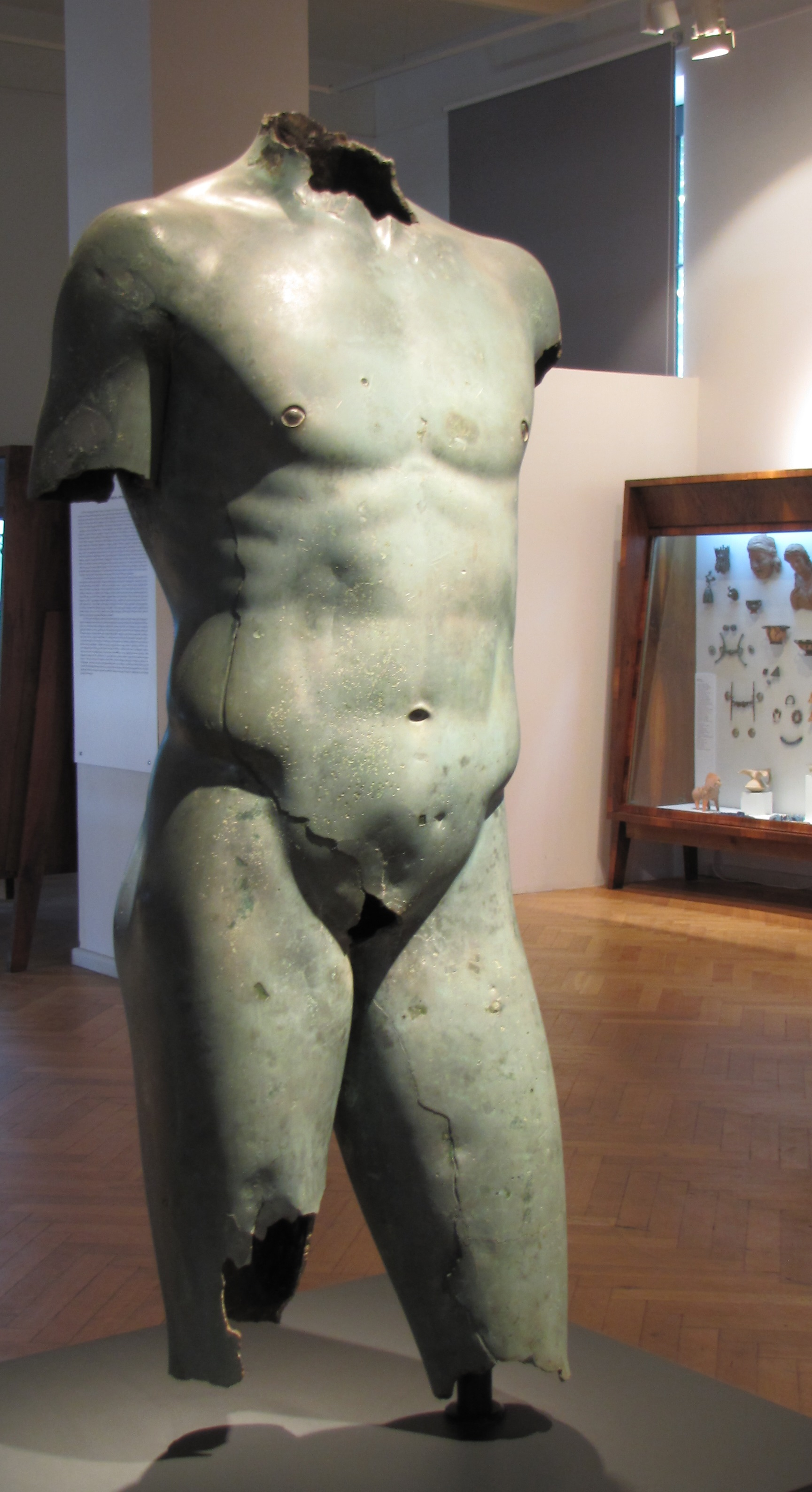
Torso helenístico de bronce en Vani. Fecha incierta.

El Vani más arcaico parece haber sido un pequeño asentamiento, que contiene las cabañas de troncos, también conocidas en otros lugares del Cólquida. Las capas que datan de la primera fase (c. 800–600 a. C.) han producido fragmentos de horneado con huellas de mimbre, cerámica (hecha con ruedas, bien horneada, cocida en negro y pulida en la superficie) y figuras de terracota de varios animales En ese momento, Lordkipanidze cree que Vani era un centro de culto emergente y ejercía una influencia significativa sobre los asentamientos circundantes.
En la segunda fase (c. 600-350 a. C.) hubo un aumento tangible de la riqueza en Vani, como lo demuestran los grandes tarros de almacenamiento de barro producidos localmente, entierros ricos con objetos funerarios como el trabajo de oro fino de producción local, con afinidades por las culturas griega y del Medio Oriente, y la aparición de cerámica griega importada, siendo la primera un cáliz chiot de principios del siglo VI. Vani parece haber sido un asiento de la élite local que dominaba una jerarquía social estratificada.

### Tercera fase
Durante la tercera fase en Vani (c. 350-250 a. C.), los cambios en la cultura material son prominentes. El santuario principal en la cima de la colina había sido destruido y quemado y las zanjas rituales habían dejado de funcionar; apareciendo nuevos edificios de piedra que incluyen una pared de circuito. Además, la cerámica tradicional del Cólquida da paso a nuevas formas, en particular jarras en forma de pera con pintura roja, familiar en el este de Georgia, antiguamente conocido como Iberia, y la influencia griega se hace más prominente en la orfebrería. El entierro en tarros de almacenamiento se convirtió en el modo predominante. Un hallazgo importante es un anillo de sello del siglo IV a. C. en letras griegas, con el nombre de "Dedatos", probablemente un gobernante local. Lordkipanidze supone que algunos de estos cambios pueden reflejar la infiltración de tribus de Iberia, que en ese momento experimentaron urbanización, formación del estado y expansión.

### Cuarta fase
La cuarta fase en Vani va desde c. 250 a. C. a 47 a. C. Este fue el período de relativo declive en el centro del Cólquida: muchos asentamientos desaparecieron al igual que los ricos entierros. El sitio de Vani vio la construcción de una fuerte pared de circuito, con torres y una puerta fuertemente defendida, construida con ladrillos de barro sobre un zócalo de piedra. Alrededor del año 150 a. C., gran parte de la ciudad fue destruida, como lo demuestra la datación de las ánforas estampadas de Rodas desenterradas en Vani. A fines del siglo II a. C., hubo actividad renovada de construcción: partes de las ruinas fueron niveladas metódicamente y se construyeron nuevos edificios. La parte norte de la colina estaba dominada por la puerta y las estructuras defensivas y la terraza inferior albergaba un gran complejo de templos. Los grandes edificios de la ciudad estaban decorados con capiteles corintios y trombas marinas. Las estatuas helenísticas en bronce atestiguan el impacto de la cultura griega. Según Lordkipanidze, Vani se convirtió en una ciudad santuario similar a las comunidades de templos de la antigua Anatolia; David Braund argumenta que existe la falta de evidencia e identificación de la función de muchos edificios en Vani es problemática.

## Destrucción
A mediados del siglo I a. C., la antigua ciudad de Vani fue atacada y destruida. La puerta, el santuario con su piso de mosaico, el altar escalonado y el templo redondo en la terraza central de la colina muestran signos de violencia y conflagración: muros arrasados hasta los cimientos, piedras cocidas, azulejos horneados y ladrillos de barro y vigas carbonizadas. Se desconoce quién fue responsable de la destrucción de la ciudad: Pompeyo, que dirigió la primera incursión romana en el interior del Cáucaso en el 65 a. C., Farnaces II, que trató de conquistar el Cólquida y Ponto en el 49 a. C. o Mitrídates de Pérgamo., que fue hecho por Julio César sucesor de Pharnaces en 47 a. C., son todos posibles candidatos. Según Lordkipanidze, se pueden observar dos capas de destrucción con unos pocos años de diferencia: una atribuida a una invasión de Farnaces y la otra a la de Mitrídates.
Vani nunca recuperó a su nivel pasado. Los restos de los períodos romano y medieval son muy fragmentarios, como un  sarcófago de bronce de cerca de 200 A D que fue robado, y las ruinas medievales de una iglesia, un horno en la cima de una colina y el entierro de un guerrero.